# 정문순
정문순(1969년 ~ )은 대한민국의 저술가이다.
부산대학교 국어국문학과 졸

## 생애
여성문화동인 《살류쥬》 편집위원을 역임하였고, 2001년 이후 웹진 《대자보》 편집위원으로 활동하였으며, 《경남도민일보》 칼럼 필진이자 논설위원이었다. 저서로 《불가사리-극우야 잦아들어라》(공저), 《아웃사이더의 말》(공저) 등이 있다.
2000년 《문예중앙》 가을호에서 1994년 문학과지성사 잡지 《문학과사회》에 발표된 신경숙 소설 <전설>이 미시마 유키오 소설 <우국>의 표절이라 언급하였다. 2015년 6월에 작가 이응준이 15년 전 정문순의 문제 제기를 단순 반복하며 작가 개인의 윤리의식 부재를 근거로 표절에 대한 신경숙 소설의 전수조사를 주장하였다. 이때 <전설>의 표절 문장을 밝혀 적었다. 이로 인해 소설가 신경숙의 표절 문제가 사회적 담론화되었다.

## 의문
《문예중앙》 91호를 통해 문학평론가가 된 것으로 알려져 왔다. 해당 도서에는 정문순이 '문학평론가'로 소개된다.

## 저서
- 《한국문학의 거짓말》. 작가와비평. 2011년. ISBN 9788997190119

### 공저
- 《아웃사이더의 말》. 아웃사이더. 2004년. ISBN 9788990720108